# Organizacja Harcerska „Rodło” im. Szarych Szeregów

Zjazd Założycielski

Obchody trzylecia istnienia OHR

Delegacja Organizacji w holenderskim Veldhoven (1997)

II Zjazd Zwyczajny

Najstarsza znana plakietka Organizacji

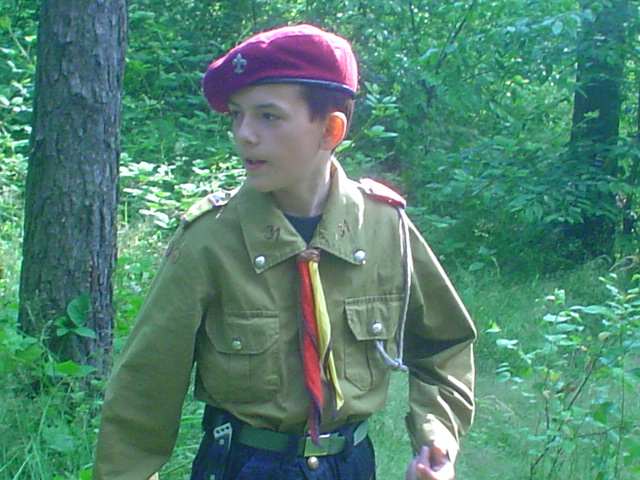
Harcerz z OHR w pełnym umundurowaniu

Apel na biwaku Harcerski Start 2010

Zajęcia strzeleckie

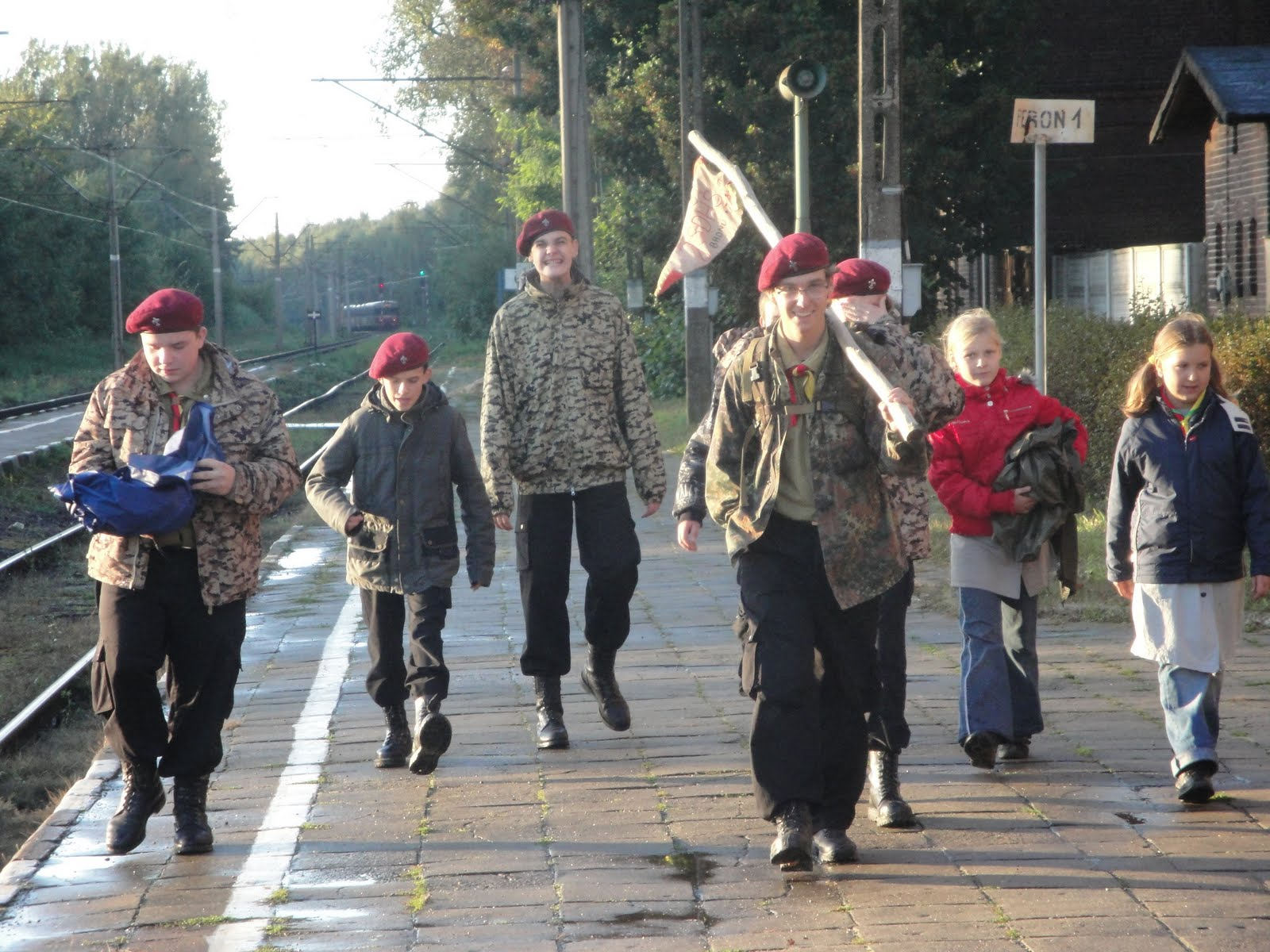
Grupa członków

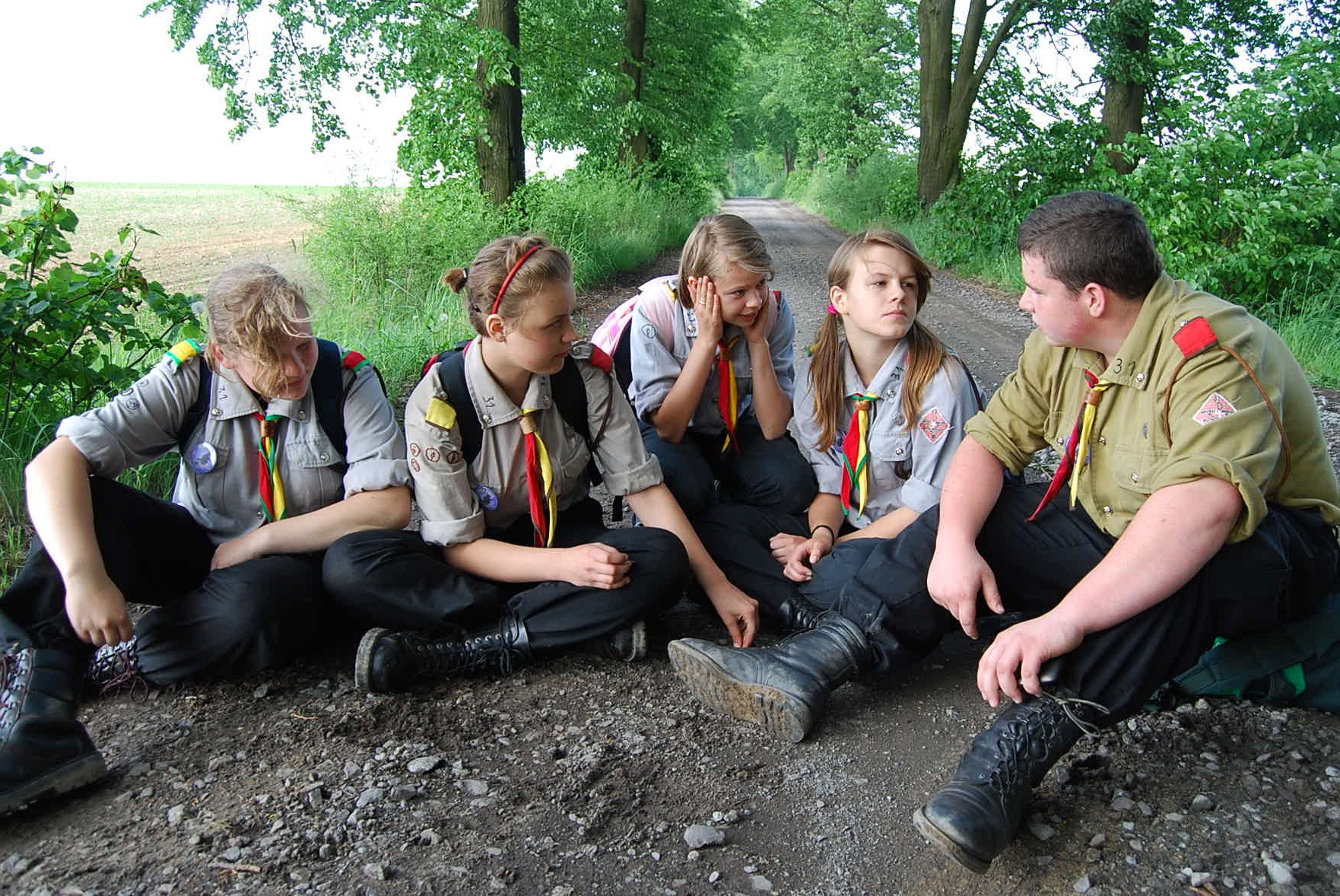
Zastępowi z 31 JŚDHS w trakcie zajęć w terenie

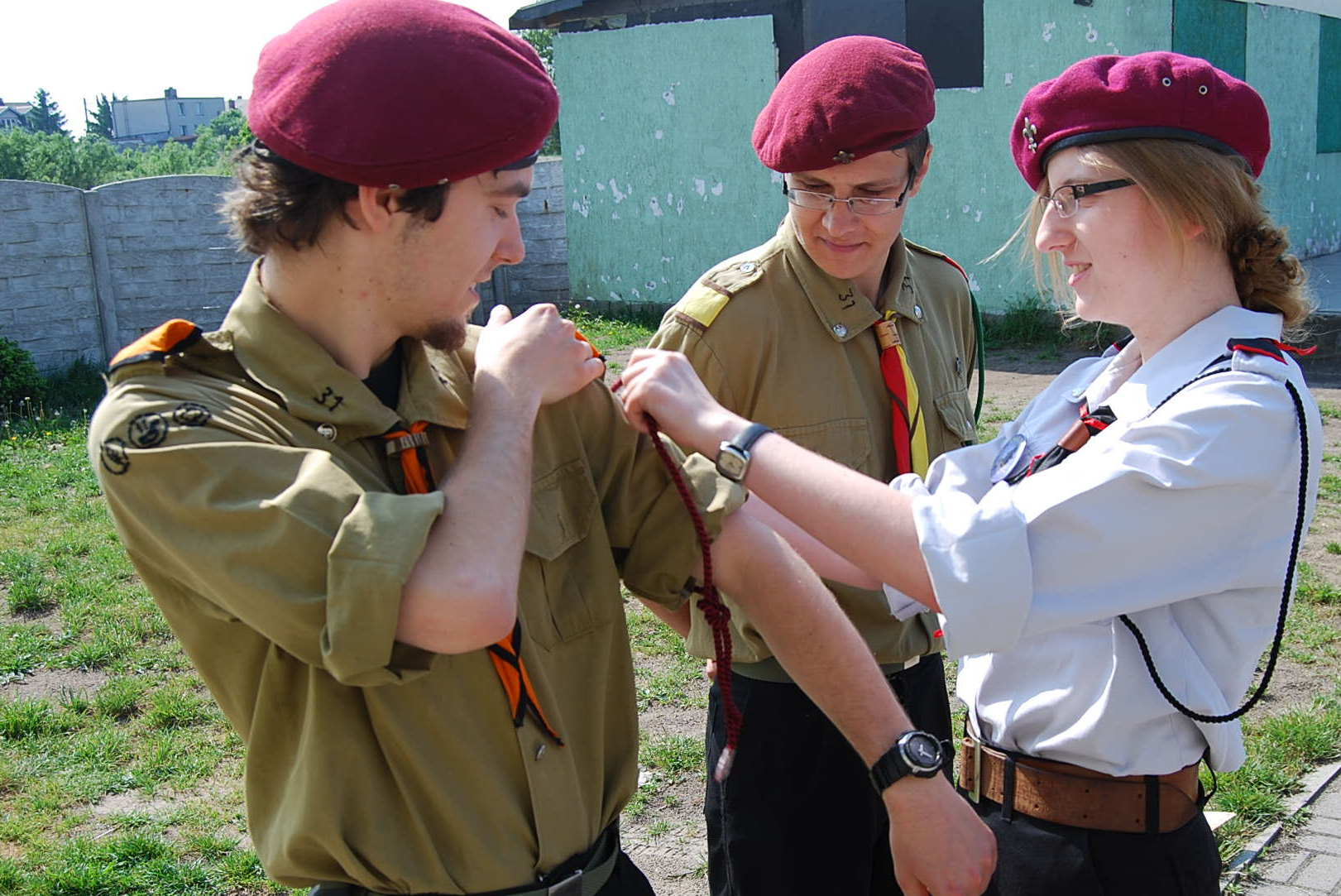
Wręczenie nowego sznura funkcyjnego pod reformie oznak władz OHR w 2011

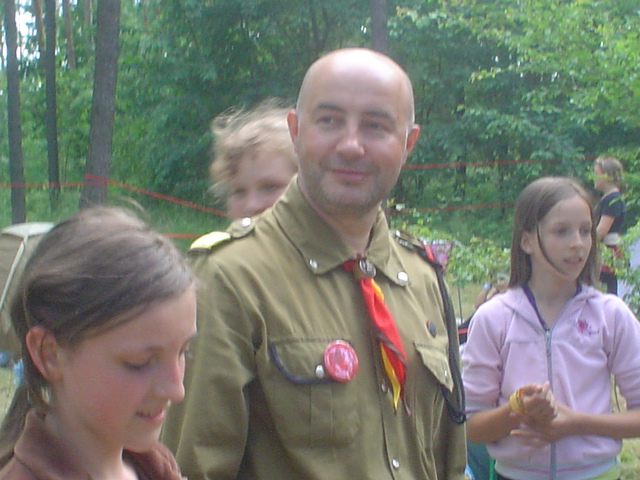
Komendant OHR – Hm Robert Wencek

Harcówka Organizacji, stan tuż przed pożarem:
1. Korytarz
2. Pomieszczenie reprezentacyjne (z kominkiem [a] oraz kątem kuchennym [b])
3. Biuro i archiwum
4. Toaleta
5. Składzik
6. Magazyn, wcześniej pierwsze miejsce spotkań

Organizacja Harcerska „Rodło” im. Szarych Szeregów (OH „Rodło”, OHR) – niewielka, lokalna organizacja harcerska, założona w 1993 roku przez grupę instruktorów występujących ze Związku Harcerstwa Polskiego. „Rodło” działa współcześnie w Jarocinie i jego okolicach.
Nazwa organizacji pochodzi od symbolu Związku Polaków w Niemczech – rodła. Wyraża ona dążenia założycieli do stworzenia organizacji zachowującej metodę i tradycję Związku Harcerstwa Polskiego, lecz posiadającej od niego rozłączność prawną, podobnie jak działacze Rodła w Niemczech chcieli kultywować polską kulturę i zwyczaje, lecz być równocześnie niezależni od władz Polskiej Rzeczypospolitej Ludowej.

## Historia
Źródeł środowiska harcerskiego tworzącego „Rodło” należy upatrywać w 31 Jarocińskiej Środowiskowej Drużynie Harcerzy Starszych. Jej obrzędowe zawiązanie nastąpiło 27 czerwca 1986 roku, w lesie niedaleko ul. Estkowskiego. Utworzyło ją 11 członków, pochodzących z wielu jarocińskich drużyn. Przyczyną stworzenia nowej jednostki była chęć powrotu do skautowych korzeni, wraz z naciskiem na musztrę oraz puszczański charakter. Pierwsi członkowie na pamiątkę tego wydarzenia zasadzili rosnące tam do dzisiaj drzewko.
Początkowo, za barwy drużyny uchwalono czerwony, żółty i zielony, w takich też kolorach miały być chusty jej członków – czerwono-żółte z zielonym obszyciem. Niestety, założyciele nie byli w stanie odnaleźć na terenie całej ówczesnej Polski dostawcy zielonej tasiemki. W związku z tym, zastąpiono ją taśmą brązową (była używana aż do 2011 roku. Na wybór barw miał wpływ gatunek muzyki, preferowany przez większość członków – reggae.
Z czasem rosły napięcia pomiędzy kadrą a komendą hufca ZHP Jarocin, któremu to podlegała drużyna. Ich eskalacja nastąpiła latem 1992 roku. Wybuchł wówczas konflikt o rozliczenie przez hufiec pieniędzy, które wpłacane były przez uczestników obozu. Tuż po zakończeniu obozu, instruktorzy drużyny wraz z rodzicami harcerzy rozpoczęli starania o prawne wydzielenie się od ZHP. Wówczas z innych części kraju dochodziły już echa lokalnych rozłamów, a także płynące z nich korzyści.

### Pierwsze lata działalności
Organizacja Harcerska „Rodło” została powołana do istnienia 12 marca 1993 roku. Zjazd założycielski miał miejsce w Jarocinie, w siedzibie dawnej spółdzielni mieszkaniowej mieszczącej się przy ul. Kościuszki. Założyciele przyjęli statut oraz wyłonili spośród siebie pierwsze władze, na pięcioletnią kadencję. Warto zwrócić uwagę, że statut został wpisany do wojewódzkiego rejestru stowarzyszeń (prowadzonego wówczas przez Sąd Wojewódzki w Kaliszu) 30 stycznia, na kilka tygodni przed Zjazdem. Od początku, palącym problemem był brak siedziby młodej Organizacji.
Komenda na swym pierwszym posiedzeniu potwierdziła przejęcie trzech jednostek: 31 JŚDHS, kręgu instruktorskiego oraz drużyny Nieprzetartego Szlaku. Wkrótce jednak dwie ostatnie zostały skasowane. Odtąd trzon kadry OHR stanowili członkowie 31. Członkowie przejętych jednostek zachowywali bez dodatkowej weryfikacji stopnie harcerskie i instruktorskie zdobyte w Związku, nie musieli również składać ponownie Przyrzeczenia.
Pomimo ewidentnej utraty kontroli nad 31, hufiec nie uznał wydzielenia się drużyny z ZHP. Dlatego nadal figurowała ona w jego rejestrach. Aby zatuszować rozłam oraz osłabić młodą organizację, spośród instruktorów pozostałych w hufcu wyłoniono grupę, która miała stworzyć jednostkę kontynuującą tradycję 31 wewnątrz Związku, a więc otrzymać jej nazwę, barwy oraz formalną ciągłość działalności. Skutek był jednak odwrotny do przewidywanego. Rodło nawiązało bowiem kontakt z członkami kopii 31. W wyniku pertraktacji, pełny skład drużyny-klonu przeszedł z ZHP do OHR, gdzie kontynuował swoją działalność pod nazwą 1 Jarocińskiej Drużyny Harcerskiej. Oprócz niej, w Organizacji powołano jeszcze cztery nowe jednostki. Oddano je pod opiekę najmłodszych instruktorów „Rodła”, wykształconych przez OHR.
Kolejny zjazd (tym razem nadzwyczajny) odbył się jeszcze przed końcem kadencji, w styczniu 1995. Przyczyną jego zwołania była pilna potrzeba wprowadzenia poprawek do statutu oraz poszerzenie składu osobowego Rady Naczelnej. II Zjazd Zwyczajny zwołano na 23 marca 1998. Oprócz wybrania nowych władz, dokonano przebudowy statutu. Rodzice harcerzy, będący współzałożycielami organizacji, nadal stanowili większość w Radzie Naczelnej. By więcej uprawnień otrzymali ludzie młodzi, działający w drużynach, utworzono Radę Drużynowych i Przybocznych. Przejmowała ona uprawnienia dotychczasowej RN. Tworzyli ją wszyscy drużynowi, a także przyboczni którzy ukończyli 16 rok życia. Pod koniec 1995 roku, w OHR funkcjonowała jedna drużyna zuchowa oraz pięć drużyn harcerskich, skupiających łącznie ponad 100 osób.
U schyłku lat 90. do organizacji przynależało średnio 150 członków, skupionych w kilku jednostkach. Oprócz 31 JŚDHS istniało łącznie jeszcze osiem drużyn harcerskich, krąg instruktorski i trzy drużyny zuchowe. Większość jednostek działała na terenie Jarocina (oprócz 5 Śmiełowskiej Drużyny Harcerskiej).
Rodło stało się znane pośród innych organizacji i środowisk harcerskich z całej Polski z przeprowadzanego w latach 1993 do 2000 biwaku-rajdu Nalot. Przygotowania każdej edycji zajmowały członkom OHR wiele miesięcy. Specyficzną cechą Nalotów było zasięganie jego organizatorów do metodyki zuchowej. Tematyka zazwyczaj pochodziła ze świata fantastyki, zaś cały plan biwaku był podporządkowany ściśle tematowi przewodniemu.

### Pod znakiem harcówki
Nowe milenium przyniosło pierwszy w historii regres Organizacji. Jego bezpośrednią przyczyną był spadek ilości aktywnych instruktorów, co z kolei przełożyło się negatywnie na ogólną liczbę członków. Odnotowano spadek liczby aktywnych członków ze 120 do 40. Krótkotrwały kryzys przetrwały cztery jednostki (31 JŚDHS, 1 JDH, 1 JDZ i 2 JDZ). Zaprzestano przeprowadzania Nalotów – ostatnia edycja z 2000 roku była przeznaczona tylko dla drużyn z Organizacji. Pojawił się także zalążek 4 Świerklanieckiej Środowiskowej Drużyny Harcerskiej.
W 2003 roku duży nacisk stawiano na rozwój drużyny w Świerklańcu, traktowaną nieformalnie jako filię Rodła na Śląsku. Jej instruktorzy prowadzili stałą współpracę z Komendą Organizacji. Kolejnym ważnym celem, na który pracowali wszyscy członkowie OHR, było osiągnięcie niezależności finansowej Organizacji od osób i instytucji zewnętrznych. Prowadzono serię akcji zarobkowych, m.in. roznoszenie gazetek reklamowych Leroy Merlin (na której to zarobiono ok. 12 tys. zł). W marcu tego roku w Szkole Podstawowej nr 3 odbył się III Zjazd OHR, który wybrał nowe władze oraz wprowadził kolejne poprawki do statutu, wykluczające niektóre niejasności.
Kolejne lata działalności wyróżniały się ilością różnorakich organizacyjnych biwaków. W czerwcu w Żerkowie odbywał się Biwak Rocznicowy 31 JŚDHS, a na początku września w Klęce – Harcerski Start (biwak rozpoczynający rok harcerski). Łącznie z rozlicznymi biwakami doskonalącymi i doszkalającymi dla kadry oraz okazjonalnymi akcjami różnych drużyn, w latach 2004–2007 liczba imprez wyniosła piętnaście. Wynikiem był stały wzrost jakości oraz atrakcyjności prowadzonej działalności. Kooperacja z drużyną ze Świerklańcu przyniosła już w 2004 widoczne efekty – jej liczba członków wzrosła do trzydziestu.
Lata 2002-2007 zapisały się na kartach historii przede wszystkim intensywnymi pracami remontowymi harcówki Organizacji, stanowiącej jej siedzibę i dumę w tym okresie (patrz sekcja Harcówka).

### Skurczenie i reforma
Zapowiedzią problemów dla prężnie rozwijającej się organizacji był rok harcerski 2005/2006, określany w sprawozdaniu z działalności Rodła jako słaby. Prawdziwy krach przyniósł jednak wrzesień 2006, gdy liczna kadra OHR zaczęła powoli słabnąć i maleć. Wiele osób z kadr drużyn rozpoczynało studia lub odchodziła z przyczyn osobistych. Skutkiem był gwałtowny spadek liczebności Rodła, z 70 do kilkunastu. W roku harcerskim 2006/2007 praktycznie cała kadra przestała funkcjonować, zaś OHR utrzymywała przy istnieniu garstka nastoletnich członków. Chcąc zapobiec dalszemu rozpadowi oraz przywrócić Organizację do normalnego funkcjonowania, już w grudniu 2006 Komendant wziął na siebie szkolenie młodych i reaktywował kursy kształceniowe. We wrześniu 2007 kursanci przeprowadzili nabór harcerzy. Dzięki nowym członkom, OHR mogła na nowo pełnić swoją misję wychowawczą.
Zjazd zwyczajny oznaczony numerem IV, zaplanowany początkowo na 28 marca 2008, przesunięto na 11 kwietnia, w związku ze spłonięciem intensywnie remontowanej harcówki. Pożar był prawdziwym ciosem dla wszystkich instruktorów OHR, a w szczególności tych dłużej z nim związanych.
Delegaci przebudowali w dużej mierze statut – w związku z liczebnym skurczeniem się OHR zawieszono funkcję Namiestnika Drużyn Zuchowych. Podjęto także decyzję o likwidacji Rady Drużynowych i Przybocznych, gdyż uznano ją za nieefektywną – brakowało członków w tych funkcjach, a jedynym czynnym drużynowym był Komendant OHR. Kłóciło się to z rozdzielnością władzy. Dlatego w jej miejsce przywrócono typową Radę Naczelną.
Postanowienia Zjazdu utwierdziły młodą kadrę w dążeniach do stworzenia organizacji niewielkiej liczebnie, lecz dobrze wyszkolonej w harcerskim rzemiośle. Ostatecznie zlikwidowano wszystkie jednostki poza 31 JŚDHS oraz 1 JDZ. Środek ciężkości kształcenia harcerzy przeniósł się z drużynowych na zastępowych.
W dniach 15-17 października 2010 roku odbył się biwak funkcyjnych członków organizacji. Podczas spotkań roboczych podjęto wiele ważnych decyzji, m.in. określono kierunki dalszego rozwoju organizacji, stworzono szkic systemu sprawności, dyskutowano obsadzenie niektórych funkcji instruktorskich.
Wymiernym efektem prac było uchwalenie 28 listopada 2010 przez Radę Naczelną trzech regulaminów: Stopni harcerskich, Stopni instruktorskich i Musztry. Szerokim echem odbił się również Rozkaz L10/2010 Komendanta OHR, odczytany 22 października. Wprowadzał zmianę na funkcji drużynowego 31 JŚDHS, dotychczas niemal nieprzerwanie pełnionej przez Komendanta OHR. Awansowano również na pierwsze stopnie nowych instruktorów.
Od roku 2011 reaktywowano drużynę w Mieszkowie. Jest to pierwsza od wielu lat jednostka harcerska OHR działająca poza granicami miasta.
Kolejną drużyną reaktywowaną w Rodle była 2 JDH. Nabór do niej został przeprowadzony 27 kwietnia 2012 w Szkole Podstawowej we Witaszycach. W tej też miejscowości owa drużyna działa. Jej drużynowym został Komendant OHR. 12 maja na apelu przed majówką cała kadra 2 JDH (4 osoby) otrzymały czarno - czerwone chusty z białym obszyciem.
Na początku 2013 roku reaktywowane zostały dwie drużyny zuchowe. 3 Jarocińskiej Drużyny Zuchów Księżniczki Disneya, do której należą tylko dziewczynki oraz 2 Jarosińska Drużyna Zuchów Rycerze Okrągłego Stołu - jej członkami są tylko chłopcy. Obie te drużyny działają w Jarocinie.
15 listopada 2013 roku odbył się nabór do kolejnej drużyny harcerskiej. 3 Jarocińska Drużyna Harcerska jest obecnie najmłodszą drużyną działającą w OHR i swoją siedzibę ma w Dobieszczyźnie.
| Zmiany liczebności OH „Rodło” na przestrzeni lat |

## Harcówka
Głównym miejscem spotkań członków OHR, symbolicznie spajające ich małą społeczność jest harcówka. Mieści się ona w drewnianym budynku, naprzeciwko Szkoły Podstawowej nr 3 (formalnej siedziby Organizacji). Choć wcześniej przynależał do Szkoły Podstawowej nr 3, nie stanowi integralnej części jej zabudowań. Przekazanie go Organizacji nastąpiło w maju 2002. Wtedy też przystąpiono do generalnego remontu drewnianej konstrukcji. Ściany i dach zostały wymienione, zaś wnętrze podzielono na kilka mniejszych pomieszczeń. Ogromną część funduszy „Rodła” i czasu pracy funkcyjnych pochłaniała właśnie renowacja harcówki.
Aby tak szeroko zakrojone prace były możliwe, intensywnie poszukiwano źródeł dodatkowych środków pieniężnych. Prowadzono zbiórki pieniędzy, w 2002 rozpoczęto sprzedaż lokalnej gazety. Szczyt aktywności przypadł na rok 2003. Po Zjeździe w marcu w każdą wolną sobotę instruktorzy spotykali się na remoncie harcówki. Pod znakiem prac upłynął też cały lipiec. Od sierpnia zaczęto rozprowadzać ulotki reklamowe we Wrześni i Środzie Wielkopolskiej, co kontynuowano aż do 2006 roku. Podjęto się przeprowadzania festynów z okazji Dnia Dziecka dla firmy Inter Elkan, w zamian za to otrzymując od niej stały sponsoring. Dobrze ułożyła się też współpraca z Leroy Merlin ze Swarzędza, który w zamian za pracę członków wspomógł Rodło 12 tysiącami złotych oraz wkładem kominkowym.
Środków pieniężnych Komenda OHR szukała także poza granicami kraju. Odnalazła je w Veldhoven – niewielkiej miejscowości w Holandii. Do jednej z tamtejszych organizacji skautowych Rodło napisało dwa projekty na dofinansowanie remontu (w 2003 i przed 2006). Oba zostały rozpatrzone pozytywnie, a łączna kwota dotacji wyniosła 12 tysięcy złotych.
Nawet spadek liczebności członków z lat 2006-2007 nie zmniejszył zapału, z jakim harcerze i instruktorzy remontowali siedzibę swojej organizacji. Zgodnie ze sprawozdaniem z działalności OHR z lat 2003-2008, na rzecz harcówki przepracowano 8000 godzin.
W 2008 Organizacja rozpoczęła przygotowania do IV już zjazdu, zaplanowanego na 28 marca. Tego dnia miało jednak miejsce najbardziej tragiczne wydarzenie w krótkiej historii „Rodła”. W odnawianej od kilku lat harcówce wybuchł pożar. Całkowitemu zniszczeniu uległ dach i więks{{zość urządzeń. W opłakanym stanie znalazła się także podłoga. Źródłem zapłonu było zwarcie w instalacji elektrycznej systemu ogrzewania. Ekspertyza, przeprowadzona bezpłatnie przez rzeczoznawcę wykazała, że ściany i fundamenty nie zostały uszkodzone. Szczęśliwie przetrwały także proporce i kroniki.
Następnego dnia wszystkie cenne przedmioty przetransportowano do magazynu OHR, zerwano resztki stropu i pozbyto się spalonych sprzętów. Zabezpieczono także teren pogorzeliska. Później zabezpieczono także sam budynek, przykrywając resztki dachu i nadpalone panele ścienne plandekami. Z pomocą „Rodle” przyszedł burmistrz Jarocina, przekazując 3 tys. zł., a także dyrekcja SP nr 3, która udostępniła szkolną stołówkę na miejsce spotkań członków Organizacji.
Pożar zmienił trwale oblicze organizacji. Członkowie zaniechali wielkich akcji zarobkowych, skupili się za to na pracy z młodzieżą. Od września 2009 główne pomieszczenie jest wyłożone karton-gipsem, a dach izolowany wełną mineralną. Dzięki temu, może ona na powrót pełnić funkcję miejsca spotkań.

## Struktura „Rodła”
Zgodnie z założeniami statutu, Organizacja strukturą wewnętrzną najbardziej przypomina hufiec – jednostkę terenową w organizacjach ogólnopolskich (ZHP czy ZHR) działającą na terenie powiatu lub dzielnicy w dużych miastach. Obecnie jednak bardziej upodabnia się do niewielkiego szczepu.

### Drużyny, szczepy i inne jednostki
Członkowie skupieni są w jednostkach podstawowych: drużynach lub kręgach. Przydział do jednej z jednostek jest obowiązkowy dla zuchów, harcerzy i harcerzy starszych. Drużyny mają swobodę w budowaniu swojej struktury wewnętrznej, jednak najczęściej składają się z 2-4 małych grup (zastępów) harcerek bądź harcerzy. W każdym z zastępów powinno znaleźć się 4-8 członków tej samej płci. Zastępowi przewodzi zastępowy, starszy harcerz wyróżniający się zaradnością, doświadczeniem lub w inny sposób predysponowany do zostania liderem, powoływany do pełnienia tej funkcji przez drużynowego.
W przeciwieństwie do organizacji ogólnopolskich, to zastępowi (a nie drużynowi) są odpowiedzialni za rozwój i wychowanie harcerzy. Zastępy spotykają się regularnie (zazwyczaj co tydzień) na zajęciach – zbiórkach, w trakcie których jego członkowie szlifują swoje umiejętności.
Szefem drużyny jest drużynowy – instruktor przynajmniej w stopniu przewodnika, powołany do pełnienia tej funkcji przez Komendę OHR. Do jego obowiązków należy m.in. organizacja co miesiąc zajęć dla całej drużyny, decydowanie o dopuszczeniu do przyrzeczenia harcerskiego i dbanie o prawidłowe rozliczanie finansowe. Swoje decyzje wydaje w formie rozkazów.
W prowadzeniu zajęć pomagają mu przyboczni. Powinni być to doświadczeni członkowie, najlepiej po ukończeniu specjalnego kursu przygotowującego do pełnienia tej funkcji. Pomagają oni drużynowemu w wypełnianiu obowiązków, a także zastępują go w przypadku jego nieobecności.
W zależności od wieku członków, wyróżnia się: drużyny zuchowe (6-9 lat) i drużyny harcerzy (9-16 lat). Drużyny w Organizacji mogą być dys- i koedukacyjne, tj. składać się zarówno z męskich jak i żeńskich zastępów, lub tylko zastępów jednej płci.
Krąg jest to jednostka o wiele mniejsza liczebnie. Składa się z kilku bądź kilkunastu członków. Kręgi mogą skupiać instruktorów (krąg instruktorski) lub harcerzy starszych (krąg starszoharcerski). Przewodniczącym kręgu jest jeden z jego członków, nominowany przez pozostałych i zatwierdzony przez Komendę OHR.
Kręgi i drużyny mogą dobrowolnie łączyć się w szczepy, lub związki drużyn, którym przewodzi właściwy komendant, wybierany przez ogół instruktorów drużyn tworzących szczep, i zatwierdzany w rozkazie przez Komendanta OHR. Dzięki szczepom, jednostki mogą wspierać się wzajemnie i lepiej dbać o swoje interesy na forum Organizacji. W OHR nigdy jednak nie było żadnego z nich.
Nazewnictwo jednostek nie jest ustalone żadnymi regulaminami. Zakłada się jednak, że w nazwie jednostki powinno wystąpić miejsce działania (np. jarocińska), termin drużyna a także odpowiednią grupę wiekową (harcerska lub zuchowa). Pozostałe epitety (środowiskowa, męska, (harcerzy) starszych itp.) muszą zostać ustalone przez założycieli jednostki z komendą OHR. Wszystkie człony nazwy zapisuje się wielką literą.
Każda jednostka posiada swoje specyficzne symbole, integrujące jej członków: numer, specyficzną nazwę, patrona, barwy i plakietkę. Trzy pierwsze z nich muszą być zatwierdzane przez Komendę OHR.
| Struktura wewnętrzna OH „Rodło” |

### Władze
Najwyższym organem prawodawczym i decyzyjnym „Rodła” jest Zjazd. To najwyższa władza, mająca prawo podjąć wszelkie decyzje dotyczące Organizacji. Zjazdy zwyczajne Rada Naczelna zwołuje co 5 lat. Ponadto, można zwoływać Zjazdy nadzwyczajne w innych terminach, jeżeli istnieje taka potrzeba.
Udział w Zjazdach przysługuje delegatom, czyli osobom obdarzonym przez członków największym zaufaniem. Do roku 2008 delegatów mianowała Rada Drużynowych i Przybocznych, dziś funkcję tę przejęła jej prawna kontynuatorka, Rada Naczelna. Stałym elementem każdego zjazdu jest wybór władz międzyzjazdowych, zarządzających Organizacją na co dzień, czyli: Komendanta, Radę Naczelną oraz Komisję Rewizyjną, a także udzielanie absolutorium ustępującym włodarzom. Ponadto delegaci mogą podjąć uchwały w innych sprawach, np. zmienić treść statutu.
Pomiędzy Zjazdami, OHR jest zarządzane przez Komendę OHR. Na jej czele stoi Komendant OHR. Jego zadaniem jest reprezentacja „Rodła” na zewnątrz, zawiadywanie strukturą drużyn (powoływanie, rozwiązywanie), mianowania na funkcje instruktorskie i kierowanie pracą Komendy. Ma prawo wydawać rozkazy. W skład Komendy wchodzą też zastępcy komendanta, skarbnik i kwatermistrz. Członkowie Komendy (oprócz Komendanta) mianowani są przez Radę Naczelną na wniosek Komendanta.
W „Rodle” działa Rada Naczelna OHR, spotykająca się przynajmniej 2 razy do roku. Decyduje o podstawowych sprawach Organizacji pomiędzy Zjazdami, takich jak kierunki pracy wychowawczej, umundurowanie, systemy stopni harcerskich i instruktorskich czy zasady pracy drużyn. Ponadto ma za zadanie nadzorować wprowadzanie w życie decyzji podjętych przez Zjazd. Składa się z przewodniczącego, jego zastępcy i sekretarza. W jej posiedzeniach bierze udział Komendant i Komenda OHR.
Nad Radą i Komendą, a także drużynami czuwa Komisja Rewizyjna. Sprawdza, czy decyzje i działania przez nie podejmowane są zgodne z regulaminami, statutem i przepisami państwowymi. Przed Zjazdem składa sprawozdanie z działalności tych organów. Komisja składa się z przewodniczącego i 2-3 pozostałych członków, powoływanych przez Zjazd.
Zjazdy mogą mianować namiestników – instruktorów odpowiedzialnych za współpracę i koordynację działań pomiędzy drużynami tego samego poziomu wiekowego. Namiestnicy w OHR mają o wiele szersze uprawnienia od swych odpowiedników w organizacjach ogólnopolskich, m.in. mogą powoływać i odwoływać drużynowych drużyn ze swojego pionu wiekowego. Jedynym namiestnikiem powołanym w historii OHR był namiestnik drużyn zuchowych, zwolniony po Zjeździe w 2008. 
Za rozwój kadry Organizacji odpowiada Kapituła Stopni i Kursów. Składa się ona z trzech członków: Przewodniczącego (mianowanego przez Komendanta OHR) oraz dwóch pozostałych (zatwierdzanych przez Komendę OHR na wnisek przewodniczącego). Zajmuje się ona kształceniem instruktorów, tworzeniem programów kształcenia kadry (kursów i biwaków kształceniowych) oraz organizowaniem kursów szkoleniowych dla kadr drużyn. Prowadzi również próby na stopnie instruktorskie, a niekiedy także harcerskie.

## Jednostki działające przy Rodle
Na przestrzeni lat, w Rodle funkcjonowało wiele drużyn i innych jednostek. W spisach harcerskich pojawiają się wzmianki o jedenastu drużynach i kręgu instruktorskim. Do dziś zachowała się też większość ich barw. Współcześnie, w OHR działa siedem jednostek:
- 31 Jarocińska Środowiskowa Drużyna Harcerzy Starszych im. Baonu Zośka – najliczniejsza i najstarsza, pochodzi z niej większość instruktorów
- 1 Jarocińska Drużyna Zuchów „Czarne Stopy”
- 2 Jarocińska Drużyna Zuchów im. Rycerzy Okrągłego Stołu – reaktywowana w 2013 roku
- 3 Jarocińska Drużyna Zuchów im. Księżniczek Disneya – reaktywowana w 2013 roku
- 1 Jarocińska Drużyna Harcerska im. Andrzeja Małkowskiego – działająca w Mieszkowie. Drużyna reaktywowana w 2011 roku, po 3 latach zawieszenia działalności
- 2 Jarocińska Drużyna Harcerska im. Zawiszy Czarnego – działająca we Witaszycach. Drużyna reaktywowana w 2012 roku
- 3 Jarocińska Drużyna Harcerska im. Jana Rodowicza "ANODY" - Drużyna reaktywowana w 2013 roku
- 4 Jarocińska Drużyna Harcerska – powstała w 2011 roku, powracając do pierwotnej nazwy, z zawieszonej 4 ŚŚDH

Ponadto, w Organizacji powołano:
- Bractwo Wielkiej Przygody
Elitarna, półformalna grupa harcerzy i instruktorów, do której mógł należeć dowolny członek OHR, po spełnieniu szeregu wymagań i dopuszczeniu do niej przez jej członków. Jego członkowie szkolili się w zakresie puszczaństwa i survivalu. Oznaką Bractwa był błękitny beret, noszony niezależnie od drużyny, przy okazji ważnych imprez. Obecnie[kiedy?] jednostka nie funkcjonuje.
- Reprezentację Organizacji
członkowie Rodła, wyróżniający się nienaganną znajomością zasad musztry oraz świetną prezencją, powoływani są do jej Reprezentacji. Noszą oni specyficzne plakietki, a w trakcie wystąpień poza organizacją – także czerwone chusty z białym obszyciem, oraz czerwone berety.

Oznaki jednostek przynależących do Organizacji Harcerskiej „Rodło”
Chusta członków niezrzeszonych w żadnej drużynie
Plakietka Reprezentacji OHR
Chusta 31 Jarocińskiej Środowiskowej Drużyny Harcerzy Starszych[14]
Plakietka 31 Jarocińskiej Środowiskowej Drużyny Harcerzy Starszych
Chusta 1 Jarocińskiej Drużyny Zuchowej
Chusta 2 Jarocińskiej Drużyny Zuchowej
Chusta 3 Jarocińskiej Drużyny Harcerskiej
Chusta 1 Jarocińskiej Drużyny Harcerskiej
Chusta 4 Świerklanieckiej Środowiskowej Drużyny Harcerskiej
Chusta 13 Jarocińskiej Środowiskowej Drużyny Harcerskiej

## Metodyka
Organizacja Harcerska „Rodło” kształtuje charaktery młodych ludzi w duchu harcerskim i za pomocą metody harcerskiej. Ideologia Organizacji jest zbieżna z prezentowaną przez Związek Harcerstwa Polskiego.

### Metoda a religia
Organizacja Harcerska „Rodło” kładzie duży nacisk na zapewnienie swobody wyznania swoim członkom, gwarantowanej przez metodę i program. Wyraża się on poprzez roty wszystkich ślubowań oraz treść Prawa Harcerskiego, które są pozbawione wszelkich odniesień do Boga. W ten sposób zostają oddalone dylematy, na jakie narażeni są członkowie niewierzący, agnostycy czy wyznawcy religii politeistycznych organizacji ogólnopolskich (poza ZHP).
Pomimo świeckiego charakteru OHR, w pełni dozwolone jest występowanie jego członków w mundurach (także grupowo, jako reprezentacje jednostek, a nawet całej Organizacji) w trakcie uroczystości religijnych oraz patriotyczno-religijnych, a także stosowanie praktyk religijnych dla wierzących na biwakach, obozach.

### Grupy wiekowe
Podstawowy podział na grupy wiekowe w OHR:
- Zuchy – w wieku od 6 do 9 lat
- Harcerki i harcerze – w wieku od 9 do 15 lat
- Harcerki i harcerze starsi – członkowie mający ponad 15 lat
- Instruktorki i instruktorzy – po ukończeniu 16 lat i zdobyciu stopnia instruktorskiego

Należy pamiętać, iż w „Rodle” za członka uznaje się osobę, która została dopuszczona do przyrzeczenia harcerskiego, zobowiązania instruktorskiego lub obietnicy zucha, w zależności od grupy wiekowej. Dla członków z różnych grup stosuje się różne metody i formy pracy. Praca z zuchami opiera się przede wszystkim na Przyrzeczeniu i Prawie Zucha. Na zbiórkach dominuje element zabawy w kogoś lub w coś. Zuchy zdobywają sprawności grupowo lub indywidualnie – mogą dzięki temu rozwijać swoje zainteresowania.
Z kolei harcerze rozwijają swoje zainteresowania i umiejętności poprzez różne gry, pionierkę, samodzielne zdobywanie sprawności a starszyzna dochodzi do mistrzostwa w wybranych dziedzinach, szuka swojego miejsca w społeczeństwie i dojrzewa do odpowiedzialnego życia obywatelskiego.

### Gwiazdki zuchowe
Gwiazdki zuchowe to specyficzne odznaki, których zdobycie potwierdza osiągnięcie przez zucha określonego etapu rozwoju. Gwiazdki zuchowe wspierają rozwój intelektualny, duchowy, fizyczny i społeczny. Są one pomocne drużynowym zuchowym, gdyż pozwalają kształtować w podopiecznych wyrobienie umiejętności pracy nad sobą, nawyki życzliwego współżycia w społeczeństwie i zrozumienie wpływu człowieka na środowisko naturalne.
Gwiazdki zdobywa się po kolei podczas normalnej pracy w gromadzie. Nie trzeba zgłaszać indywidualnie chęci ich otrzymania. Drużynowy nadaje je, gdy uzna, że zuch spełnił odpowiednie wymagania. Nazwy poszczególnych gwiazdek są zaczerpnięte z metodyki zuchowej ZHP.
Oznakami gwiazdek są... gwiazdki oficerskie wyszyte białą nicią lub wykonane z metalu, noszone na prostokątnej podkładce pod Znaczkiem zucha, nad lewą kieszenią.

### Stopnie harcerskie
Stopnie harcerskie są środkiem motywacji do samorozwoju harcerzy i starszyzny. Zdobycie kolejnych stopni wiąże się z coraz trudniejszymi wymaganiami. Aby zdobyć stopień, członek zgłasza taką chęć swojemu drużynowemu. Powinien także ułożyć kartę próby, czyli wykaz zadań, których wykonanie jest niezbędne do uzyskania stopnia. Czas, w którym stopień jest zdobywany nazywa się próbą. Otwarcie i zamknięcie próby jest dokonywane przez drużynowego w rozkazie.
System stopni harcerskich w OHR składa się z pięciu niezwiązanych z grupą wiekową stopni. Oznakami stopnia są gwiazdki wyszywane na lewym ramieniu tuż pod wszyciem rękawa.
| Oznaka stopnia |         |             |      |              |        |
| Nazwa stopnia  | Młodzik | Samarytanin | Ćwik | Zwiadowca    | Traper |
| Nazwa stopnia  | Młodzik | Samarytanka | Ćwik | Zwiadowczyni | Traper |

Dokumenty źródłowe określające system stopni harcerskich, uchwalone jeszcze przez Radę Drużynowych i Przybocznych, uległy zniszczeniu w trakcie pożaru harcówki na początku 2008. Po tym wydarzeniu, stopnie zdobywano coraz rzadziej, by wkrótce zupełnie je porzucić. Na restytucję systemu nie trzeba było jednak długo czekać, i w 2010 roku władze organizacji wspólnie podjęły się opracowania i uchwalenia nowych regulaminów, w oparciu o zachowane informacje. Po miesiącach konsultacji, Regulamin stopni harcerskich został przyjęty przez Radę Naczelną na posiedzeniu z dnia 28 listopada 2010.

### Stopnie instruktorskie
Podobnie jak w przypadku innych grup (zuchów, harcerzy i harcerzy starszych) także członkowie przynależący do środowiska instruktorskiego OHR są poddawani gradualizacji. Stopniowania instruktorów pod względem wiedzy harcerskiej, wyrobienia ideowego, doświadczenia w pracy z młodzieżą i zaangażowania w życie Organizacji dokonuje się poprzez stopnie instruktorskie. Ich system w „Rodle” jest trójdzielny. Stopnie zdobywa się po kolei.
Procedura zdobywania stopni rozpoczyna się od złożenia stosownego wniosku do Kapituły Stopni i Kursów. Powinien on zawierać program próby, czyli listę zadań i wyczynów, jakich powinien dokonać kandydat, by otrzymać stopień. Program zależny jest od podejmowanego stopnia oraz indywidualnych predyspozycji realizatora próby. W trakcie próby, KSiK regularnie kontroluje i analizuje jej przebieg, wspomagając w ten sposób opiekuna próby.
Próba jest otwierana i zamykana (pozytywnie lub nie) przez Komendanta OHR, on też przyznaje stopień w rozkazie. Instruktorzy, którzy otrzymali stopnie w ZHP przed wydzieleniem się OHR zachowywali je w nowej organizacji.
Oznakami stopni są filcowe podkładki noszone pod Krzyżem harcerskim. Ich kolory oznaczają posiadany stopień. W OHR nie stosuje się innych oznak stopni, włącznie z lilijką instruktorską (plakietką w kształcie lilijki harcerskiej w kolorze podkładki, noszoną opcjonalnie na lewej kieszeni przez instruktorów m.in. ZHP i ZHR). Nazwy stopni feminizuje się (np. dopuszczalna jest forma podharcmistrzyni).
Rodło posiada własny Regulamin stopni instruktorskich, uchwalony 28 listopada 2010 przez Radę Naczelną. Wcześniej, w Rodle obowiązywał regulamin stopni pochodzący ze Związku Harcerstwa Polskiego.

### Sprawności

Oznaka sprawności OHR

Sprawność jest to pewna umiejętność potwierdzona w praktyce. Harcerze i starszyzna zdobywa sprawności w podobnym trybie co stopnie harcerskie. Należy wykonać wszystkie wymagania sprawności, nie sporządza się jednak karty próby. W doborze sprawności występuje pełna dowolność – najlepiej gdy sprawności odzwierciedlają zainteresowania zdobywającego. Sprawności zuchowe dzielą się na indywidualne i grupowe. Pierwsze z nich zdobywa się analogicznie jak harcerskie, zaś te drugie związane są z tematyką aktualnych zbiórek i zdobywa się je całą drużyną.
Oznaka zdobytej ma postać krążka (harcerskie) lub trójkąta równobocznego (zuchowe), i widnieje na niej unikalny symbol odpowiedniej sprawności. Znaczki wyszywa się na prawym ramieniu w rzędach po trzy oznaki w każdym.
Przez wiele lat członkowie i drużynowi przy opracowywaniu prób i symboli korzystali z dorobku organizacji ogólnopolskich. Jednakże 14.10.2011 r., po długotrwałej współpracy instruktorów, Rada Naczelna uchwaliła nowe: Regulamin sprawności harcerskich i Regulamin sprawności zuchowych.
Nowy regulamin sprawności harcerskich różni się na wielu płaszczyznach od podobnych regulacji z innych organizacji harcerskich. Występują sprawności jedno-, dwu- i trzygwiazdkowe, przy czym wymagania na sprawności jednogwiazdkowe zawierają w sobie wymagania na stopień harcerski młodzika z danych dziedzin, sprawności dwugwiazdkowe- wymagania na stopień samarytanina itd. Położono też nacisk na praktyczny, a nie wiedzowy charakter wymagań na sprawności oraz uproszczono symbole sprawności, ułatwiając ich wyszywanie.
Wyjątkową pod względem zarówno{{oznaki jak i trybu zdobywania była tzw. sprawność OHR. Jej znaczek miał postać podłużnego paska i nosiło się go ponad innymi sprawnościami. Aby ją zdobyć, należało wykazać się wyjątkową służbą na rzecz Organizacji i środowiska lokalnego. Od 2007 roku zaniechano jej nadawania. Obecnie podobną rolę ma sprawność rodełko noszona na prawej kieszeni munduru.

## Symbolika i obrzędowość

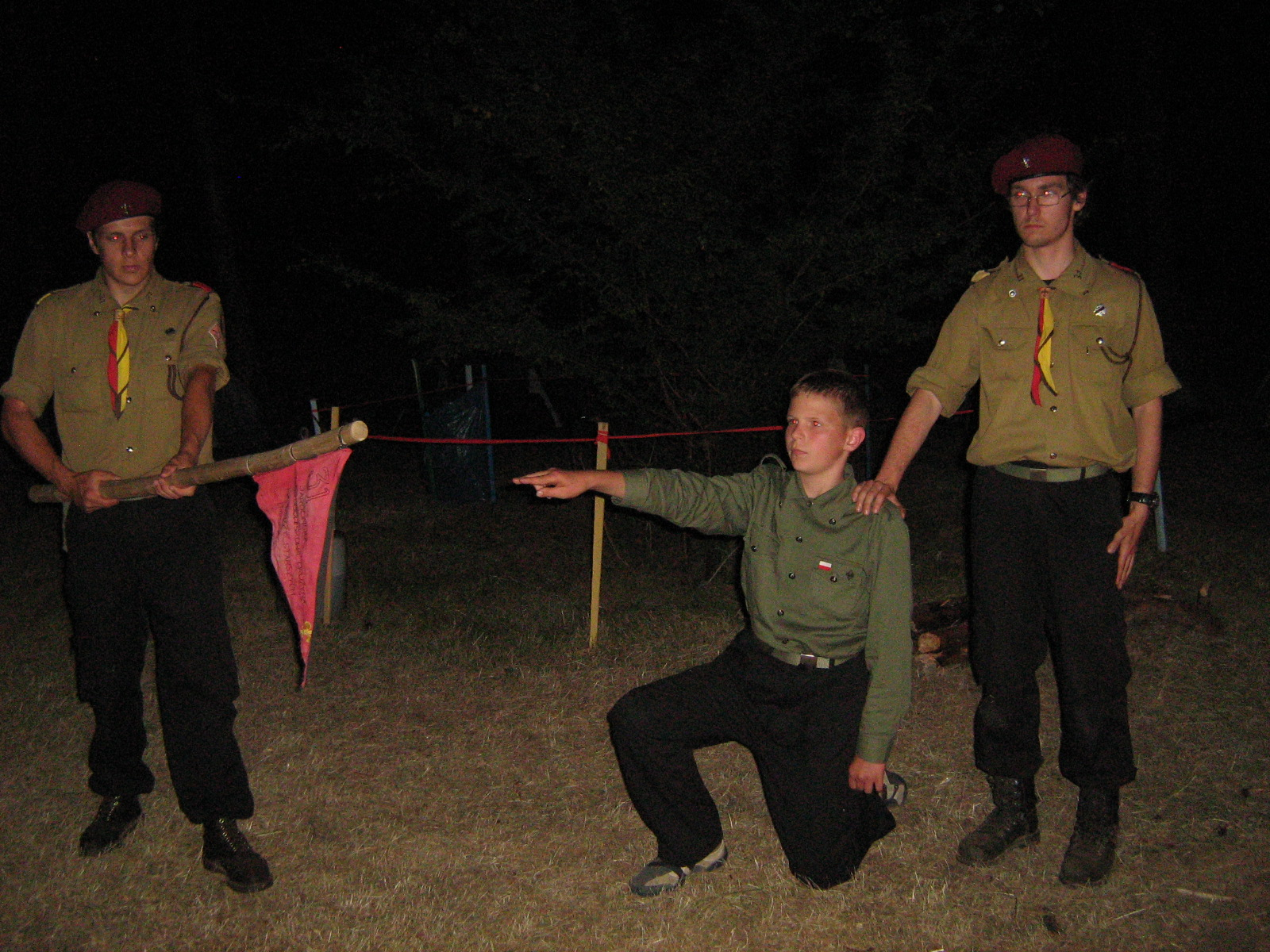
Ślubowanie, które jest wyrażeniem woli przez biszkopta do bycia jednym z członków drużyny. Składa się je na proporzec drużyny. W trakcie obrzędu na ramieniu ślubującego dłoń trzyma chrzestny. Jest to dobrowolnie zgłaszający się harcerz bądź harcerka z drużyny

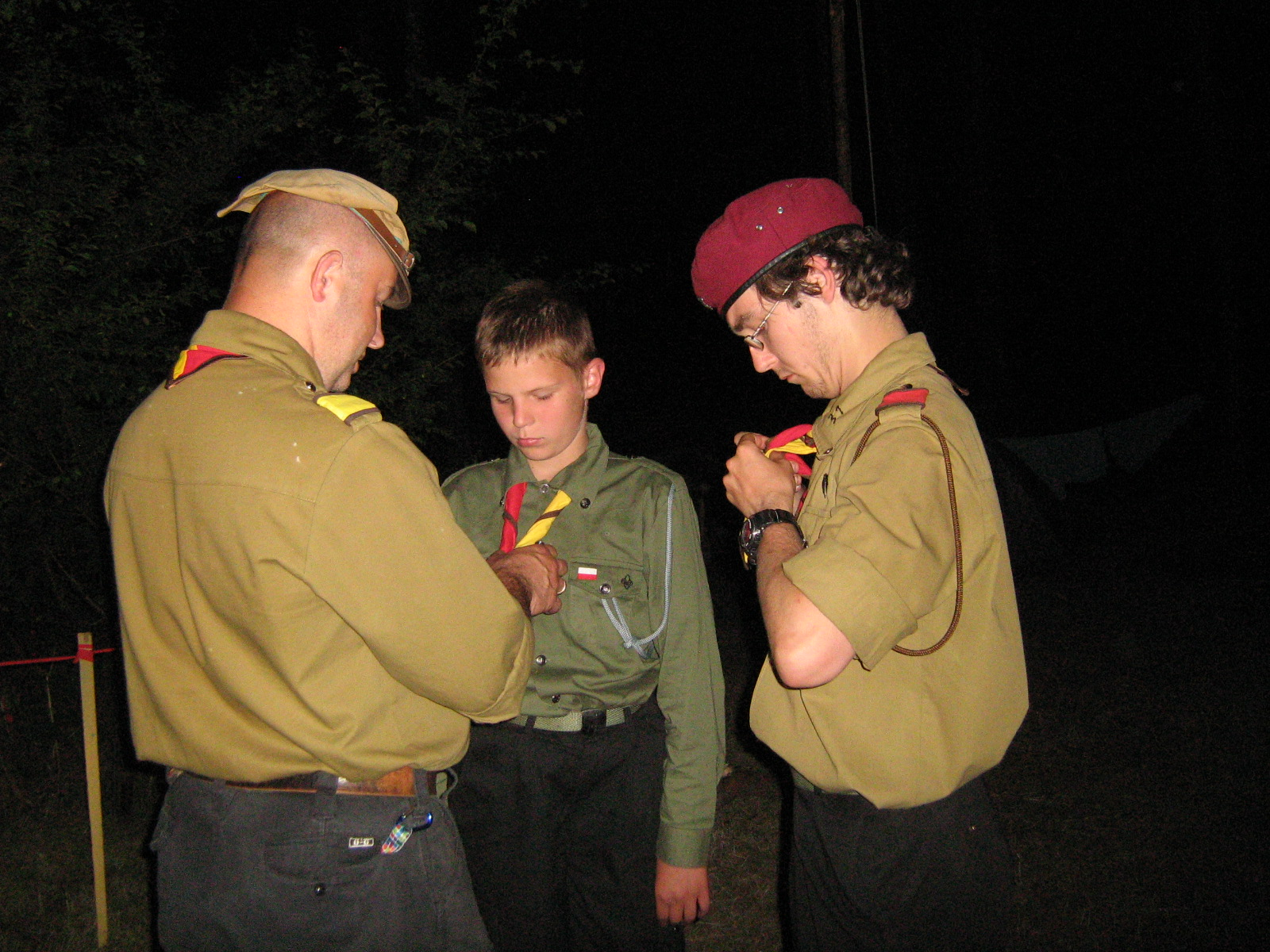
Przyznanie barw, czyli obrzęd przyjęcia w poczet drużyny. Widocznym znakiem przyjęcia jest wręczenie nowicjuszowi chusty noszonej przez członków 31 JŚDHS. Zgodnie z lokalną tradycją, suwak na chustę nowy członek otrzymuje od swojego chrzestnego.

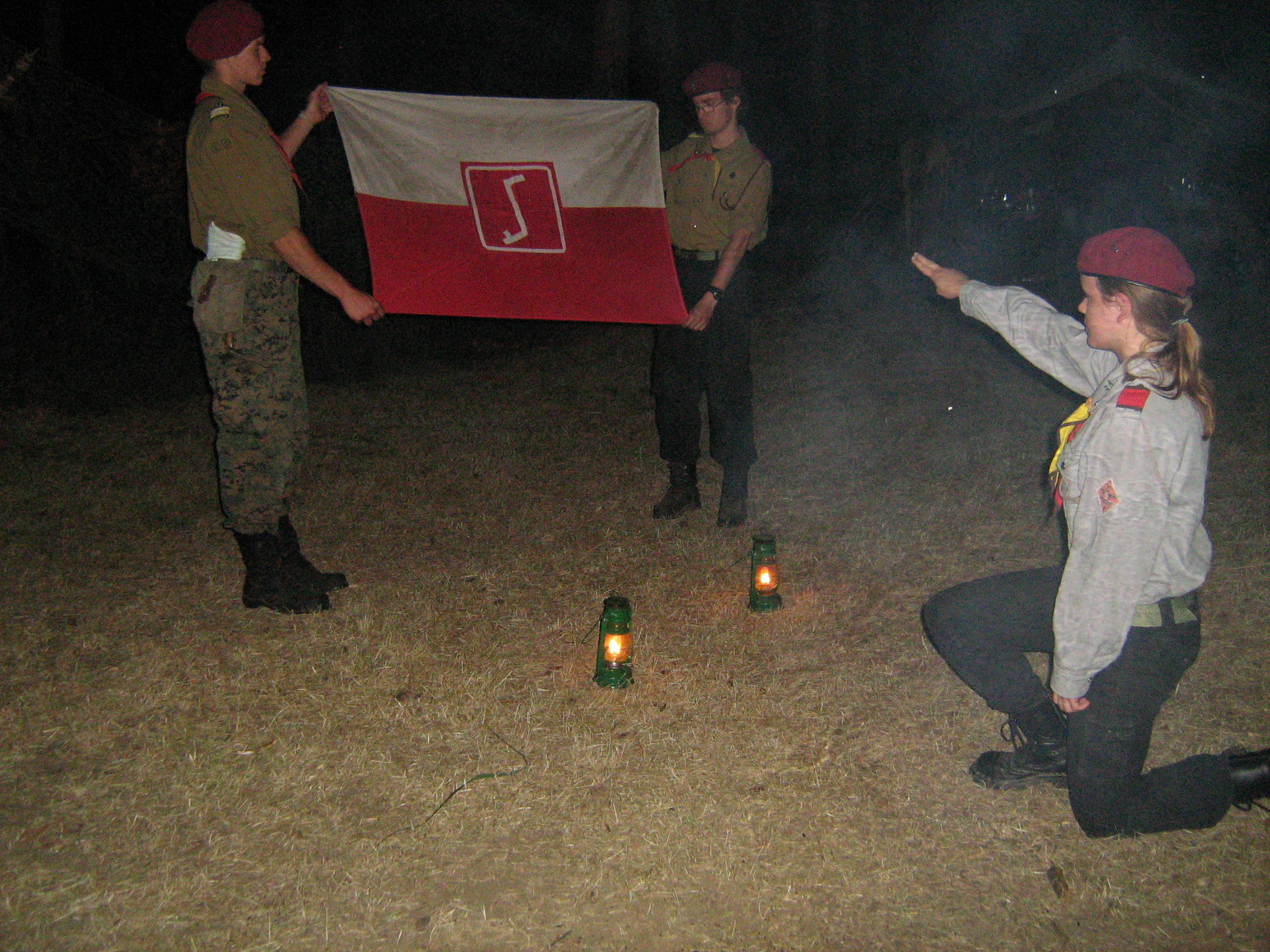
Uroczyste złożenie Przyrzeczenia według obrzędowości 31 JŚDHS. Przyrzeczenie składa się na flagę i rodło – symbole ojczyzny, której pragnie służyć oraz organizacji, której pełnoprawnym członkiem się staje

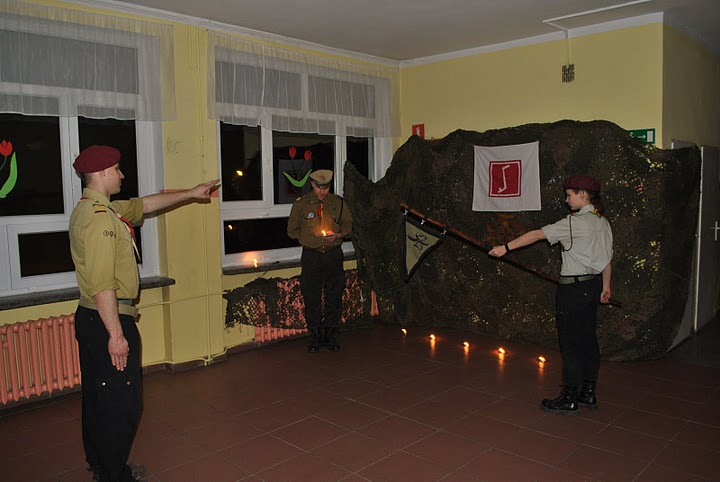
Ceremonia złożenia Zobowiązania Instruktorskiego. Członek Organizacji mianowany na swój pierwszy stopień instruktorski powtarza słowa Roty recytowane przez Komendanta OHR lub innego doświaczonego instruktora. Zobowiązanie składa się na symbole Organizacji (tu: proporzec, symbol rodła i krzyż harcerski). Od tej chwili, nowo mianowany instruktor posiada pełnię przysługujących mu praw.

Ponieważ OHR wywodzi się historycznie ze struktur ZHP, wiele elementów obrzędowości i symboliki zostało przejętych właśnie od niego.

### PrawoiPrzyrzeczenie Harcerskie
Postępowanie i system wartości harcerzy i harcerek z „Rodła” wyznacza Przyrzeczenie Harcerskie, i Prawo Harcerskie, które w trakcie Przyrzeczenia zobowiązuje się przestrzegać. Sam moment składania Przyrzeczenia przez nowego członka jest niezwykle wyjątkowy zarówno w życiu drużyny, jak i Organizacji. Do złożenia Przyrzeczenia dopuszcza drużynowy nowicjusza, gdy uzna, że jest już gotów przyjąć na siebie obowiązki harcerza. Biszkopt (jak nazywa się potocznie nowicjusza) obrzędowo dołącza do wielkiej braci harcerskiej i skaut.

Mam szczerą wolę całym życiem pełnić służbę Polsce, nieść chętną pomoc bliźnim i być posłusznym Prawu Harcerskiemu.
1. Harcerz służy Polsce i sumiennie spełnia swoje obowiązki.
2. Na słowie harcerza polegaj tak jak na Zawiszy.
3. Harcerz niesie pomoc bliźnim.
4. Harcerz w każdym widzi bliźniego, a za brata uważa każdego innego harcerza.
5. Harcerz postępuje po rycersku.
6. Harcerz miłuje przyrodę i stara się ją poznać.
7. Harcerz jest zawsze posłuszny swoim przełożonym i swoim rodzicom.
8. Harcerz jest zawsze pogodny.
9. Harcerz jest oszczędny i ofiarny.
10. Harcerz jest czysty w myśli, mowie i uczynkach, nie pali tytoniu, nie pije napojów alkoholowych.

Należy zwrócić uwagę na brak odniesienia do Boga w rocie Przyrzeczenia.

### ObietnicaiPrawo zucha
Zobacz tekst Prawo Zuchów i Obietnica na Wikiźródłach
Najważniejszą chwilą w życiu każdego kandydata na zucha jest obrzędowe przyjęcie do gromady, którego centralną częścią jest złożenie Obietnicy zucha. W ten sposób deklaruje swoją chęć do stawania się coraz lepszym i jak najlepszego przestrzegania Prawa zucha. Bardzo często Obietnica staje się przedsionkiem do pełnego wyzwań i przygód życia harcerza.

Obiecuję być dobrym zuchem, zawsze przestrzegać Prawa zucha.
1. Zuch kocha Polskę
2. Zuch jest dzielny
3. Zuch mówi prawdę
4. Zuch pamięta o swoich obowiązkach
5. Wszystkim jest z zuchem dobrze
6. Zuch stara się być coraz lepszy

### Zobowiązanie Instruktorskie
Każdy instruktor, tuż po otrzymaniu nominacji na pierwszy stopień instruktorski, składa w obecności innych instruktorów Rodła Zobowiązanie Instruktorskie. W ten sposób deklaruje on zgodność dążeń i ideałów z założeniami OHR, a także ślubuje jak najlepiej opiekować się powierzoną młodzieżą.

Przyjmuję obowiązki instruktora Organizacji Harcerskiej „RODŁO”. Jestem świadom odpowiedzialności za powierzone mi dzieci i młodzież, ich zdrowie i bezpieczeństwo. Będę ich wychowywać zgodnie z ideałami zawartymi w Obietnicy i Prawie Zucha, Przyrzeczeniu i Prawie Harcerskim. Będę nieustannie pogłębiać swoją wiedzę i umiejętności, będę dbać o dobre imię harcerstwa i Organizacji. Zobowiązuję się przestrzegać Statutu Organizacji Harcerskiej „RODŁO”. Powierzonej przez Organizację funkcji nie opuszczę samowolnie.

### Krzyż Harcerski
Od zatwierdzenia ostatecznego wzoru w 1914 roku, Krzyż harcerski jest najważniejszą odznaką każdego członka ZHP a także wszystkich innych organizacji, które się z niego wywodzą. Każdy element jego rysunku ma swoje ściśle określone znaczenie – cechę lub wartość, którą powinien odznaczać się jego posiadacz.
Krzyż harcerski jest wręczany harcerzowi przez drużynowego tuż po złożeniu Przyrzeczenia harcerskiego. Dowodem na jego posiadanie jest wpis do książeczki harcerskiej (osobistego dokumentu stwierdzającego harcerską tożsamość). Krzyże stosowane w OHR mają wzór Mennicy Państwowej, stosowany od 1966 roku.

### Lilijka Organizacji Harcerskiej „Rodło”
Lilijka OHR to lilijka harcerska tłoczona w srebrnym metalu.  Srebrne lilijki noszą na nakryciach głowy harcerze, a także instruktorzy (w przeciwieństwie do ZHP i ZHR, gdzie używają oni lilijek złotych).

### Dystrybucja symboli
W Organizacji Harcerskiej „Rodło” zakupem i rozprowadzaniem symboli pośród członków zajmuje się Komenda OHR, poprzez drużynowych. W przypadku zagubienia Krzyża harcerskiego, Komenda zastrzega sobie prawo do odmówienia wydania członkowi nowego egzemplarza. Decyzja w tej sprawie jest podejmowana najwcześniej pół roku po zgłoszeniu zagubienia.

### Proporce
Każdy zastęp i drużyna ma prawo posiadać własny proporzec. Jest to specyficzne weksylium o trójkątnym płacie i drewnianym, nieskładanym drzewcu. Jego lewa strona zawiera nazwę jednostki, do której należy proporzec. Z kolei prawa zarezerwowana jest dla jednostki nadrzędnej. Proporce drużyn na prawej stronie płatu, zamiast nazwy organizacji, wyszyte mają swoje godło. Zgodnie z lokalną tradycją, nikt oprócz proporcowego i kadry (komendy) jednostki nie może dotykać proporca. Na biwakach i obozach, proporzec drużyny jest wciągany na maszt zamiast flagi.

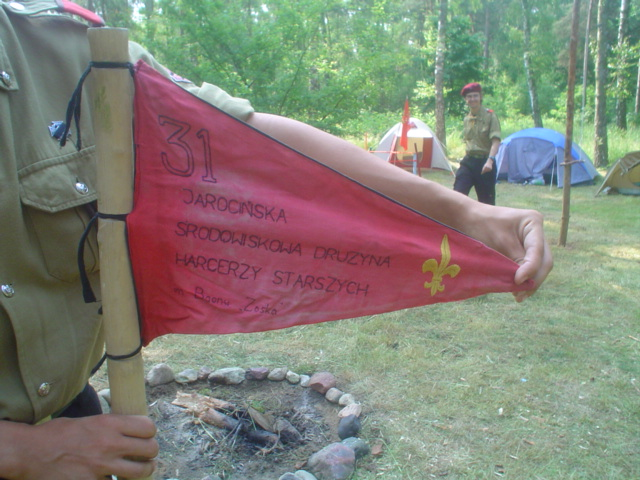
Proporzec drużyny – strona lewa
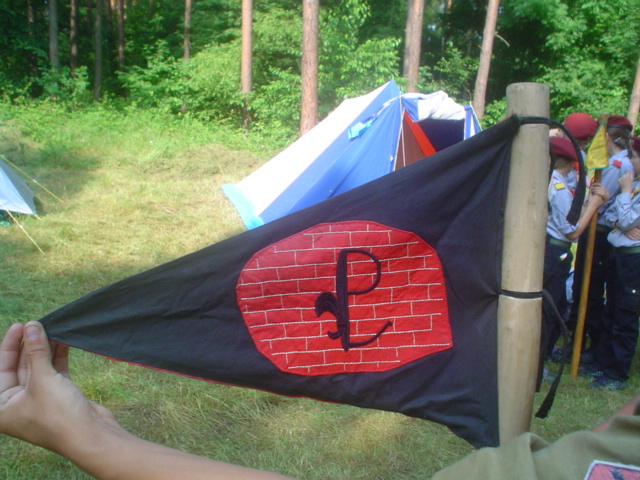
Proporzec drużyny – strona prawa
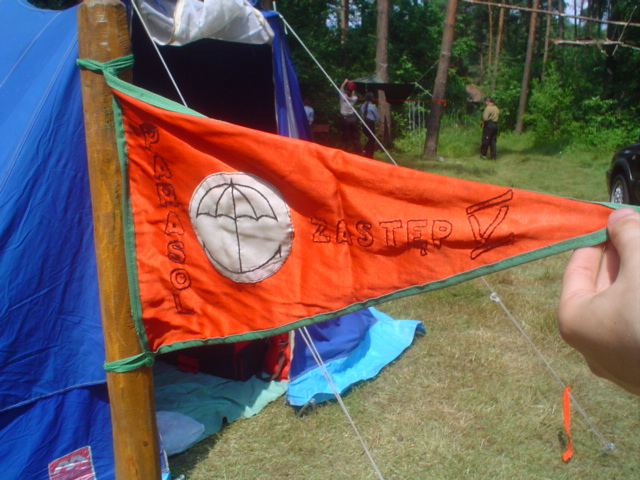
Proporzec zastępu – strona lewa
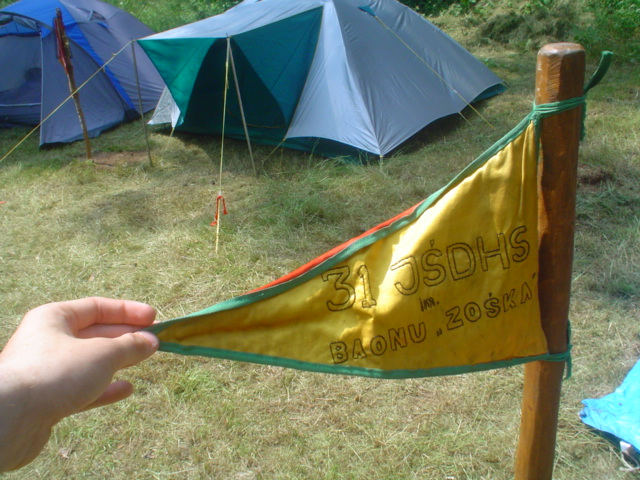
Proporzec zastępu – strona prawa

## Mundury
Umundurowanie członków „Rodła” reguluje Regulamin Mundurów, Odznak i Oznak Zuchowych, Harcerskich i Instruktorskich z 1999 roku. Umiejscowienie niektórych oznak jest zbieżne z mundurem ZHP i ZHR. Harcerze i zuchy noszą inne rodzaje umundurowania.

### Zuchy
Dziewczęta noszą szare koszule typu fartuchowego z groszkowanymi guzikami bez naramienników, spięte pasem zuchowym. Chłopcy używają koszul mundurowych w kolorze khaki, także bez naramienników i z groszkowanymi guzikami, wpuszczonych w krótkie spodenki, jednolite dla całej drużyny. Całość dopełnia beret filcowy w kolorze drużyny i białe skarpetki. W okresie zimowym dziewczęta mogą nosić getry.

### Harcerze, harcerki, instruktorzy, instruktorki
Zarówno harcerki jak i harcerze używają koszul mundurowych wpuszczanych w spodnie z naramiennikami oraz kołnierzami. Bluzy mundurowe są z przodu zapinanych na guziki metalowe w kolorze szarym z gładkim obrzeżem i lilijką w środku. Są one w kolorze ciemnozielonym z dwoma kieszeniami na wysokości klatki piersiowej z patkami zapinanymi na guziki. Spodnie długie, jednolite dla całej drużyny ciemne lub w wojskowych kolorach. Spodnie spina pas harcerski. Nakrycie głowy także jest stałe w drużynie, i może nim być beret baskijski (z lilijką pośrodku, a nie nad lewym okiem), rogatywka lub kapelusz skautowy.

### Oznaki przynależności do jednostki
Zuchy przynależące do tej samej drużyny noszą identyczne chusty harcerskie, pod kołnierzem i spięte kółkiem. Ponadto na beretach mogą mieć znaczek drużyny. Harcerze także noszą chustę swojej drużyny, a ponadto plakietkę drużyny na lewym ramieniu, pod oznaką stopnia harcerskiego. Dodatkowo, należy nosić patki w barwach jednostki.
Przynależność do „Rodła” sygnalizuje plakietka organizacji, której wzór i miejsce noszenia reguluje Komenda OHR.

### Rozmieszczenie odznak i oznak
|  | Mundur harcerzy (-ek) i instruktorów (-ek) (z lewej): 1. Srebrna, tłoczona lilijka OHR (lub inne odznaki, ustalone przez drużynę) 2. Krzyż harcerski 3. Oznaka stopnia harcerskiego 4. Plakietka drużyny 5. Sznur funkcyjny 6. Pas harcerski lub wojskowy 7. Getry w barwach drużyny 8. Wyłogi w barwach drużyny 9. Plakietka pamiątkowa (każda noszona maksymalnie pół roku) 10. Oznaka członka komendy (czarna tasiemka) 11. Sprawności 12. Numer drużyny (wyszyty czarną nicią) Mundur zuchów (z prawej): 1. Znaczek drużyny 2. Znaczek zucha 3. Krokiewka (oznaka szóstkowego) 4. Gwiazdki zuchowe 5. Pas zuchowy 6. Sprawności zuchowe Podczas reprezentowania Organizacji wewnątrz kraju, pośrodku lewego ramienia członkowie noszą dodatkowo specjalną plakietkę reprezentacji. Poza granicami Polski, reprezentanci noszą godło Polski. |